# Pont de Lancy
Le pont de Lancy est un pont routier et piéton sur l'Aire, situé sur le territoire de la commune de Lancy, dans le canton de Genève en Suisse.

## Localisation
Le pont de Lancy est le onzième pont le plus en amont de l'Aire après son entrée en Suisse. Il relie les deux localités du Grand-Lancy (sur la rive droite) et du Petit-Lancy (sur la rive gauche). Il présente la particularité d'être à la fois en forte pente et de se terminer, en bas de la pente sur la rive gauche de la rivière, par un virage à droite.

## Histoire
Le pont de Lancy est réalisé entre 1953 et 1954 sur la base d'un projet de Robert Maillart. Il est situé sur une route cantonale à très fort trafic menant de Lancy au pont Butin. En 1998, le Grand Conseil genevois vote un projet de loi pour un crédit de 7,5 millions de francs suisses pour renforcer la structure du pont, permettant ainsi aux convois exceptionnels d'un poids total de 240 tonnes de l'emprunter (la limite était précédemment fixée aux convois d'un poids total de 90 tonnes seulement). En parallèle avec les travaux de renforcement, une voie de bus est installée dans le sens descendant ainsi qu'une piste cyclable dans le sens montant.
Depuis début 2022, un projet ambitieux est en cours d'étude. Le projet prévoit d'ajouter un deuxième niveau sous le pont, ainsi qu'élargir le pont sur le premier niveau. Le premier niveau aura des voies réservées aux transports en commun ainsi que des pistes cyclables des 2 côtés du pont. Le niveau sous le pont sera le prolongement en tranchée couverte du Tunnel des Communes-Réunies et se terminera sur la Route du Pont-BUTIN au niveau de la Route de Chancy. Le but étant de fluidifier le trafic routier de la moyenne ceinture, garantir une bonne vitesse commerciale des transports publics et améliorer la sécurité des déplacements en mobilité douce.